# Nelson Annandale
Pour les articles homonymes, voir Annandale.
Thomas Nelson Annandale est un zoologiste et un anthropologue écossais, né le 15 juin 1876 à Édimbourg et mort le 10 avril 1924 à Calcutta.

## Biographie
Fils d’un chirurgien, il fait ses études à l’université d'Édimbourg et à Oxford (à Balliol College). En 1905, il obtient son doctorat de science à Édimbourg. L’année suivante, il part comme directeur-adjoint à l’Indian Museum de Calcutta. En 1907, il est nommé directeur de ce muséum, fonction autrefois tenue par John Anderson (1833-1900).
Sous son action, le Muséum voit ses programmes de recherches comme ses collections s’enrichir considérablement. Annandale initie la parution des Records et des Memoirs, deux revues de zoologie. Ces activités favorisent l’émergence d’une véritable recherche zoologique indienne.
En 1916, il fonde la Zoological Survey of India et devient son premier directeur. Il meurt soudainement, à 48 ans, à Calcutta, peu de temps après avoir été fait membre de la Royal Society.
Parmi ses élèves, il faut citer C.R. Narayan Rao (1882-1960), Sunder Lal Hora (1896-1955) et Baini Prashad (1894-???).

## Liste partielle des publications
- 1909 : Notes on freshwater sponges. X. Report on a small collection from Travancore. Rec. Indian Mus., 3 : 101-104
- 1909 : Notes on freshwater sponges XI. Description of a new species of Spongilla from Orissa. Rec. Indian Mus., 3 : 275
- 1909 : Freshwater sponges in the collection of the United States National Museum. I. Specimens from the Philippines and Australia. Proc. U.S. Natl. Mus., 36 : 627-632
- 1909 : Beiträge zur Kenntnis der Fauna von Süd-Afrika. Ergebnisse einer Reise von Prof. Max Weber im Jahre 1894, IX. Freshwater sponges. Zool. Jahrb. Syst., 27 : 559-568
- 1910 : Freshwater sponges in the collection of the U.S. National Museum. III. Description of a new species of Spongilla from China. Proc. U.S. Natl. Mus., 38 : 183
- 1911 : Freshwater sponges, hydroids and Polyzoa. The Fauna of British India, including Ceylon and Burma. Londres.
- 1914 : Some sponges commonly associated with oysters and mussels in Madras Harbour and the Chilka Lake. In Fauna Symbiotica Indica, 5. Rec. Indian Mus., 10 : 149-158 pl. 10
- 1915 : Fauna of Chilka Lake. Sponges. Mem. Indian Mus., 5 : 23-54 pls 3-5
- 1915 : Indian boring sponges of the family Clionidae. Rec. Indian Mus., 11 : 1-24 pl. 1
- 1915 : Some sponges parasitic on Clionidae with further notes on that family. Rec. Indian Mus., 11 : 457-478 pl. 34
- 1918 : Zoological results of a tour in the Far East. II. Freshwater sponges from Japan, China, and the Malay Peninsula. Mem. Asiat. Soc. Bengal, 6 : 199-216